# Witte tijger (vlinder)
De witte tijger (Spilosoma lubricipeda), voorheen tienuursvlinder, behoort tot de spinneruilen (Erebidae), onderfamilie beervlinders (Arctiinae).

## Beschrijving
De kleine zwarte vlekjes op de voorvleugels zijn duidelijk zichtbaar, maar liggen zonder patroon her en der verspreid. Ook het aantal vlekjes kan variëren. Ze hebben een kop met een dikke 'bontmuts'. Het achterlijf is krachtig geel met zwart gevlekt. Ze hebben een spanwijdte van 3 tot 4 centimeter.

## Voorkomen
De witte tijger komt voor in het Palearctisch gebied.

### In Nederland en België
In Nederland en België is de vlinder overal in parken, tuinen en open bossen waar te nemen van mei tot en met augustus.

## Levenswijze
Deze vlinders rusten overdag, vlak bij de grond op een stam of in het gras, met de vleugels gevouwen in de vorm van een dakje. Als ze verstoord worden krommen ze hun achterlijf en houden zich dood. Ze worden niet door vogels gegeten, daar ze vies smaken en giftig zijn.
Deze vlinder kreeg de oorspronkelijke naam tienuursvlinder omdat deze na 10 uur 's avonds pas werd gezien omdat het een nachtvlinder is. De vliegtijd van de witte tijger is vanaf half april tot half augustus.
De eieren worden in grote groepjes op de onderkant van de bladeren afgezet. Per jaar is er meestal maar één generatie.
De grijsbruine, dicht donkerbruin behaarde, zeer snel bewegende rups is maximaal 40 mm lang en heeft een witachtige of licht roodachtige rugstreep. De rups heeft ook veel zwarte wratten waarop langere of kortere haren staan ingeplant en de kop is geheel zwart. De rupsen tref je vooral aan de onderkant van allerlei planten. Het dier eet het liefst kruidachtige planten, maar is ook een van de weinige soorten die in adelaarsvaren kan worden gevonden.
Deze rupsen kunnen ook verward worden met de rupsen van de gele tijger. Maar die verschillen in paar opzichten zoals het bruinig haar, een blekere rugstreep en een wittige lengtestreep over de flanken die bij de rups van de witte tijger anders is. Sommige insectenkenners hielden ze vroeger voor dezelfde soort. Ze zijn ook zeer nauw verwant.
De vlinder overwintert als pop in een met haren doorweven spinsel.
Waardplanten zijn de grote brandnetel, brem, luzerne, slangenkruid en paardenbloem.